# 喜劇 昨日の敵は今日も敵
『喜劇 昨日の敵は今日も敵』（きげき きのうのてきはきょうもてき）は、1971年に制作された堺正章主演の映画。カラー、シネマスコープ、85分。

## 概要
- 1971年の正月映画で公開された『喜劇 右むけェ左!』に引き続き、渡辺プロの2本立て作品である。
- 本作では箱根小涌園でのロケを敢行し、協賛としてもクレジットされている。
- また、本作に出演した桜井センリは同時上映された『だまされて貰います』にも出演している。

## スタッフ
- 制作：渡辺晋、大木舜二
- 監督：前田陽一
- 脚本：石松愛弘、前田陽一
- 音楽：山本直純
- 撮影：梁井潤
- 美術：樋口幸男
- 録音：磯崎倉之助
- 照明：上島忠宣
- 整音：西尾昇
- 助監督：鈴木一男
- 編集：諏訪三千男
- 現像：東洋現像所
- 制作担当：内山甲子郎
- 協賛：藤田観光、箱根小涌園
- 制作：東宝、渡辺プロダクション

## ストーリー
城南大学の応援団と音楽部は犬猿の仲である。ある日鍋山団長に引率された丸田、ひげ、ニキビらの応援団は、資金調達のため、箱根のホテルにボーイのアルバイトにでかけていった。そんなことは露知らぬ音楽部一同も、リーダーのヤスオを先頭に箱根へ演奏旅行とシャレこみ、両者はホテルでバッタリ鉢合わせ。この連中が、日頃の喧嘩も忘れてモーレツにアタックしたのが、美女さゆりを始めとする十数名の西北大学の空手部女性群。そんな騒動の中で、佐藤、五十嵐、池田のトリオがチャーミングなひとみを連れてホテルの迎賓館へやってきた。五十嵐が主催したドンチャン騒ぎの宴会の席上、公害問題を鋭く追及し、美しい自然を返せと大演説をブチ上げた。都市造りの広大なビジョンを打ちだす五十嵐が、城南大学の先輩と知った逆田と鍋山は大感激。一方、美しいひとみに、すっかりまいった逆田は猛ハッスル。新しい国家造りをさけぶ五十嵐は、ホテルを本拠にして、日本の独立を宣言することに……。

## キャスト
- 逆田正章：堺正章
- 鍋山修：なべおさみ
- 京子：吉沢京子
- 則山ひとみ：紀比呂子
- さゆり：范文雀
- 五十嵐伸介：平田昭彦
- 佐藤栄：大泉滉
- 池田隼夫：立原博
- 藤山支配人：藤村有弘
- 丸田：小松政夫
- ヤスオ：田辺靖雄
- 三郎：望月浩
- 太井：大橋壮多
- 左右田：北浦昭義
- ひげ：朝倉宏二
- 圭子：相川圭子
- 客の男：桜井センリ
- 女医：山東昭子
- ゴールデンハーフ：ゴールデンハーフ
- 落語研究会：トリオ・ザ・スカイライン
- 長田長介巡査：いかりや長介
- 布施明：布施明

## 挿入歌
- 『さらば恋人』
  - 作詞：北山修
  - 作曲：筒美京平
  - 歌：堺正章
- 『ゴールデンハーフのバナナボート』
  - 作詞：なかにし礼
  - 作曲：ジャマイカ民謡
  - 歌：ゴールデンハーフ
- 『愛の終りに』
  - 作詞：島津ゆうこ
  - 作曲：クニ河内
  - 歌：布施明

## 同時上映
『だまされて貰います』
- 脚本：田波靖男 / 監督：坪島孝 / 主演：植木等、加藤茶
- ハナ肇とクレージーキャッツの『作戦シリーズ』第14作にして最終作。なお石橋エータローはこの年クレージーから独立したため、出演はしていない。

## ビデオ化・再放送情報
- 2022年現在、VHS・DVD・BDなどのビデオソフト化はされていない。
- 2016年7月、CS・日本映画専門チャンネルにて、本作のHDリマスター版がテレビ初放送された。